# Healin' Good Pretty Cure
 (février 2022).
Si vous disposez d'ouvrages ou d'articles de référence ou si vous connaissez des sites web de qualité traitant du thème abordé ici, merci de compléter l'article en donnant les références utiles à sa vérifiabilité et en les liant à la section « Notes et références ».
Healin' Good♥Pretty Cure (ヒーリングっど♥プリキュア, Hīringuddo Purikyua) est une série d'animation japonais de magical girl produit par Toei Animation. Il s'agit de la deuxième serie Pretty Cure sortie durant l'ère Reiwa et du dix-septième volet de la franchise, mettant en vedette la quinzième génération de Pretty Cures. La série est diffusée sur l'ensemble du reseau All-Nippon News Network dont ABC et TV Asahi au Japon du 2 février 2020 au 21 février 2021, succédant à Star☆Twinkle PreCure dans son créneau horaire initial. Elle a ensuite été remplacée par Tropical-Rouge! Pretty Cure le 28 février 2021. Le thème principal de la série est la vie, le lien et les soins étant les principaux motifs des Cures.

## Intrigue
Le Healing Garden, un monde secret qui a fourni un traitement pour soigné la Terre, est sous l'assaut des Byôgens, qui planifie de dévitaliser la Terre avec une maladie, en la mettant en grave danger! Pour résoudre cette crise, trois apprentis médecins de la Terre, aussi connu par les Healing Animals, avec Latte, qui a un pouvoir speciale en tant que princesse du Healing Garden, s'échappent en recherche de leur partenaires! Trois filles ordinaires trouvent par hasard le groupe,  et ensemble, elles se transforment en Precure pour affronter les Byôgens ! Les Precures, avec un désir dans leur cœur de protéger Latte, qui a perdu l'énergie après avoir détecter l'assaut des Byôgens, avec aussi leur Terre et ses habitants, doivent maintenant s'unir leur forces pour soigner la Terre !

## Personnages
Nodoka Hanadera / Cure Grace
Voix japonaise : Aoi Yūki
Hinata Hiramitsu / Cure Sparkle
Voix japonaise : Hiyori Kono
Chiyu Sawaizumi / Cure Fontaine
Voix japonaise : Natsu Yorita
Asumi Fūrin / Cure Earth
Voix japonaise : Suzuko Mimori